# اربا (لمباردی)
اربا (لمباردی) (به ایتالیایی: Erba) یک کومونه در ایتالیا است که در استان کومو واقع شده‌است.

## خصوصیات
اربا ۱۸٫۱ کیلومترمربع مساحت و ۱۶٬۹۷۴ نفر جمعیت دارد و ۳۲۰ متر بالاتر از سطح دریا واقع شده‌است.

## خواهرخوانده
شهرهای فلباخ، Tain-l'Hermitage، Tournon-sur-Rhône، کورتال و ولانس، دروم خواهرخوانده‌های اربا (لمباردی) هستند.